# Dwain Lingenfelter
Dwain Lingenfelter (né le 27 février 1949 à Shaunavon en Saskatchewan) est un homme d'affaires, fermier et homme politique saskatchewanais (canadien), il était le chef du Nouveau Parti démocratique de la Saskatchewan et Chef de l'Opposition officielle de la Saskatchewan du  6 juin 2009 au 19 novembre 2011. Il était le député provinciale de la circonscription du Parc Douglas de Regina à l'élection partielle de 2009 jusqu'il fut défait par le candidat du Parti saskatchewanais Russ Marchuk lors de l'élection générale du lundi 7 novembre 2011.